# Robert Roosbeeck
Robert Roosbeeck, né le 27 mars 1942 à Liège en Belgique et euthanasié, atteint d’un cancer en phase terminale, le 31 janvier 2020 à Rocourt (Liège) en Belgique, est un footballeur international belge, actif durant les années 1960 et 1970, qui joue au poste de gardien de but.

## Carrière en club
Robert Roosbeeck joue pour le R. FC sérésien au minimum depuis 1967. À l'époque, le club évolue en Division 2 mais deux saisons plus tard, il est relégué en Division 3. En 1972, Robert Roosbeeck quitte Seraing et rejoint le Sporting Charleroi, retrouvant ainsi la deuxième division. Immédiatement titularisé par son entraîneur, il enchaîne les bonnes prestations au point d'être appelé en équipe nationale belge en octobre 1973 pour affronter la Norvège mais il reste sur le banc durant toute la rencontre.
En 1974, malgré une peu glorieuse quatorzième place en championnat, le club carolo est admis directement en première division sur base de son dossier financier. Titulaire indiscutable au poste de gardien de but, Robert Roosbeeck prend part à 37 des 38 rencontres de la saison 1974-1975. Il joue encore un an à Charleroi puis retourne dans la région liégeoise en 1976, où il s'engage avec le R. FC liégeois. Un an plus tard, âgé de 35 ans, il met un terme à sa carrière de joueur.

## Statistiques
| Saison                | Club                  | Championnat           | Championnat | Championnat | Coupe(s) nationale(s) | Coupe(s) nationale(s) | Total | Total |
| Saison                | Club                  | Division              | M.          | B.          | M.                    | B.                    | M.    | B.    |
| 1967-1968             | R. FC sérésien        | Division 2            | -           | -           | -                     | -                     | 0     | 0     |
| 1968-1969             | R. FC sérésien        | Division 2            | -           | -           | -                     | -                     | 0     | 0     |
| 1969-1970             | R. FC sérésien        | Division 3            | -           | -           | -                     | -                     | 0     | 0     |
| 1970-1971             | R. FC sérésien        | Division 3            | -           | -           | -                     | -                     | 0     | 0     |
| 1971-1972             | R. FC sérésien        | Division 3            | -           | -           | -                     | -                     | 0     | 0     |
| Sous-total            | Sous-total            | Sous-total            | -           | -           | -                     | -                     | 0     | 0     |
| 1972-1973             | R. Charleroi SC       | Division 2            | -           | -           | -                     | -                     | 0     | 0     |
| 1973-1974             | R. Charleroi SC       | Division 2            | -           | -           | -                     | -                     | 0     | 0     |
| 1974-1975             | R. Charleroi SC       | Division 1            | 37          | 0           | -                     | -                     | 37    | 0     |
| 1975-1976             | R. Charleroi SC       | Division 1            | -           | -           | -                     | -                     | 0     | 0     |
| Sous-total            | Sous-total            | Sous-total            | 37          | 0           | -                     | -                     | 37    | 0     |
| 1976-1977             | R. FC liégeois        | Division 1            | -           | -           | -                     | -                     | 0     | 0     |
| Sous-total            | Sous-total            | Sous-total            | -           | -           | -                     | -                     | 0     | 0     |
| Total sur la carrière | Total sur la carrière | Total sur la carrière | 37          | 0           | -                     | -                     | 37    | 0     |

## Carrière en équipe nationale
Robert Roosbeeck est convoqué une fois en équipe nationale belge, le 31 octobre 1973 pour une rencontre face à la Norvège comptant pour les éliminatoires de la Coupe du monde 1974. Il reste cependant tout le match sur le banc et n'a donc jamais joué avec les Diables Rouges.
Le tableau ci-dessous reprend toutes les sélections de Robert Roosbeeck. Les matches non joués sont indiqués en italique. Le score de la Belgique est toujours indiqué en gras.
| Date       | Compétition                                  | Adversaire | Lieu      | Score | Remarque |
| ---------- | -------------------------------------------- | ---------- | --------- | ----- | -------- |
| 31/10/1973 | Éliminatoires Coupe du monde 1974 (Groupe 3) | Norvège    | Bruxelles | 2-0   |          |